# Kent Edberg
Kent Gustav Lennart Edberg, född 30 september 1953 i Västerviks församling i Kalmar län, död 24 mars 2023 i Västerås domkyrkodistrikt i Västmanlands län, var en svensk militär.

## Biografi
Edberg avlade gymnasieexamen vid Carlforsska gymnasiet i Västerås 1972. Han avlade officersexamen vid Krigsskolan 1978 och utnämndes samma år till löjtnant vid Södermanlands regemente, där han befordrades till kapten 1981. Han gick Allmänna kursen vid Militärhögskolan 1984–1985, befordrades till major 1986, gick Högre kursen vid Militärhögskolan 1986–1988, studerade vid United States Army Command and General Staff College i Fort Leavenworth 1991–1992 och var chef för Sektion 1 vid 4. arméfördelningens stab i Strängnäs 1992–1994. Han befordrades till överstelöjtnant 1994, var chef för Personalutvecklings- och arbetsmiljösektionen i Personalavdelningen i Gemensamma staben vid Högkvarteret 1994–1995, deltog i United Nations Observer Mission in Georgia (UNOMIG) 1995–1996, var utbildningschef, tjänsteförrättande brigadchef och tillförordnad brigadchef vid Älvsborgsbrigaden 1996–1997 och militärsakkunnig vid Huvudenheten för säkerhetspolitiska och internationella frågor i Försvarsdepartementet 1997–1998. År 1998 befordrades han till överste, varpå han var militär rådgivare vid Sveriges ständiga representation hos Förenta Nationerna i New York 1998–2002 och chef för Livgardet 2002–2005. Edberg lämnade därefter Försvarsmakten och var chef för Sigtunaskolan Humanistiska Läroverket 2005–2012. Han var också ordförande i Sveagardesföreningen 2005–2010.
Edberg är gravsatt i askgravlunden på Björlingska kyrkogården i Västerås.